# 圀府寺司
圀府寺 司（こうでら つかさ、1957年 - ）は日本の西洋美術史学者、大阪大学名誉教授。専攻は西洋美術史／アート・メディア論。

## 経歴
大阪府生まれ。北野高校卒業。1980年大阪大学文学部美学科卒業、1981年から88年にアムステルダム大学美術史研究所留学、文学博士号を取得。1988年広島大学総合科学部講師、91年助教授、1997年大阪大学文学部助教授、2001年教授。2004年度にワルシャワ、ユダヤ歴史研究所で活動。2023年定年退任、名誉教授。
18歳のときに倉敷市の大原美術館にあった「アルピーユの道」の絵を見たことであるが、それが後にオットー・ヴァッカーによる贋作であったと判明したというエピソードがある。

## 著書
- 『ファン・ゴッホ 自然と宗教の闘争』小学館 2009。博士論文をもとにした評伝
- 『ゴッホ　日本の夢に懸けた芸術家』角川文庫 2010
  - 『ファン・ゴッホ　日本の夢に懸けた画家』角川ソフィア文庫 2019。改訂版
- 『ユダヤ人と近代美術』光文社新書 2016
- 『ファン・ゴッホ生成変容史』三元社 2023

### 編著(解説)
- 『ゴッホ 西洋絵画の巨匠②』小学館 2006
- 『もっと知りたいゴッホ 生涯と作品』東京美術 アート・ビギナーズ・コレクション 2007
- 『「ゴッホの夢」美術館 ポスト印象派の時代と日本』小学館 2013
- 『もっと知りたい ゴッホの世界』宝島社 2017
- 『ゴッホ原寸美術館』小学館 2017

### 共編著
- 『ファン・ゴッホ神話』構成・編集 全国朝日放送 1992
- 『美術史のスペクトルム 作品言説制度』若山映子共編 光琳社出版 1996
- 『アヴァンギャルド宣言 中東欧のモダニズム』井口壽乃共編 三元社 2005
- 『ああ、誰がシャガールを理解したでしょうか? 二つの世界間を生き延びたイディッシュ文化の末裔』編者、樋上千寿・和田恵庭共著 大阪大学出版会 阪大リーブル 2011
- 『叢書コンフリクトの人文学 4 コンフリクトのなかの芸術と表現 文化的ダイナミズムの地平』伊東信宏・三谷研爾共編 大阪大学出版会 2012
- 『ファン・ゴッホ　巡りゆく日本の夢』コルネリア・ホンブルク・佐藤幸宏共編 青幻舎 2017。英語版も同時出版

### 翻訳
- 『ファン・ゴッホの手紙』 二見史郎と共編訳・解説、みすず書房、2001、新装版2017
- 『ファン・ゴッホの手紙 I・II』 ファン・ゴッホ美術館編、新潮社、2020。精選された265通を訳・解説

## 論文
- CiNii Articles 検索 -  圀府寺司